# Olanzapin
Az olanzapin egy antipszichotikum, amely számos receptorrendszeren keresztül fejti ki széles farmakológiai hatását.
A preklinikai vizsgálatokban az olanzapin többféle szerotonerg- (5HT2A/2c, 5HT3, 5HT6), dopaminerg- (D1, D2, D3, D4, D5), kolinerg muszkarin- (m1-m5) receptor altípushoz, továbbá az alfa1-adrenerg és a H1-hisztamin receptorokhoz kötődött (Ki;<100nM). E receptorprofilnak megfelelően állatkísérletekben szerotonin-, dopamin- és kolinerg-antagonista hatásúnak bizonyult. In vitro és in vivo tesztekben az 5HT2-szerotonin receptorokhoz nagyobb affinitással kötődött, mint a D2-dopamin receptorokhoz. Az elektrofiziológiai vizsgálatok szerint az olanzapin szelektíven gátolja a mezolimbikus (A10) dopaminerg rendszert, és nem befolyásolja számottevően a striatális (A9) extrapiramidális rendszer motoros tevékenységét. Az olanzapin kisebb, katalepsziát még nem okozó adagban (mely effektus a motoros mellékhatásokra utalna) alkalmazva csökkentette a kondicionált elkerülési viselkedésválaszt (ami az antipszichotikus aktivitás jelzője). Néhány más antipszichotikus szertől eltérően az olanzapin anxiolitikus tesztben növeli a válaszadást.
Egészséges önkénteseknél végzett pozitronemissziós tomográfia (PET) vizsgálat során az olanzapin az 5HT2-szerotonin receptorokhoz nagyobb affinitással kötődött, mint a D2-dopamin receptorokhoz. A szkizofréniás betegeknél végzett SPECT vizsgálat során a sztriatális D2-dopamin receptorok gátlása kisebb mértékű volt, mint néhány egyéb antipszichotikumra és riszperidonra reagáló betegnél, míg a receptorgátlás hasonló volt a klozapinra reagáló betegeknél.
Bipoláris betegség mániás vagy kevert epizódjában 3 hetes kezelést követően az olanzapin a divalproexnél hatékonyabban csökkentette a mániás tüneteket. A mániás és depresszív tünetek mérséklődésének arányát tekintve az olanzapine hatékonysága a hatodik és tizenkettedik héten hasonló volt a haloperidoléhoz. Nem állnak rendelkezésre olyan vizsgálati adatok, melyek az olanzapin hosszú távú hatékonyságát bizonyítanák a mániás és a depresszív epizódok megelőzésében. Lítiummal vagy valproáttal minimum 2 hétig kezelt betegeknél a terápia olanzapinnal történő kiegészítése a mániás tüneteket jobban csökkentette, mint a lítium vagy valproát monoterápia a hatodik hét után.

## Védjegyzett készítmények
- Zyprexa
- Parnassan